# François Frétellière
 (octobre 2013).
Si vous disposez d'ouvrages ou d'articles de référence ou si vous connaissez des sites web de qualité traitant du thème abordé ici, merci de compléter l'article en donnant les références utiles à sa vérifiabilité et en les liant à la section « Notes et références ».
François Frétellière, né le 19 novembre 1925 à Coron (Maine-et-Loire) et mort le 3 mai 1997 à Créteil (Val-de-Marne), est un évêque catholique français, deuxième évêque de Créteil de 1981 à 1997.

## Biographie

### Formation
Après des études secondaires au pensionnat Saint-Gabriel à Saint-Laurent-sur-Sèvre et au petit séminaire de Beaupréau, François Frétellière commence sa formation sacerdotale au grand séminaire d'Angers et la poursuit à l'institut catholique de Paris où il obtient une licence en théologie.
Il est ordonné prêtre le 3 juillet 1949 pour le diocèse d'Angers au sein de la Compagnie des prêtres de Saint-Sulpice.

## Principaux ministères
Sa qualité de sulpicien conduit le père François Frétellière à être professeur au grand séminaire de Limoges de 1951 à 1953 puis à celui d'Angers de 1953 à 1964. Entre 1965 et 1971, il assure la fonction de secrétaire de la commission épiscopale du clergé et des séminaires. 
Le 2 janvier 1971, il est nommé évêque auxiliaire de Bordeaux, il est consacré évêque le 7 février 1971 par Henri Mazerat, évêque d'Angers, Marius Maziers et Jean-Baptiste Brunon, supérieur général de la Société des Prêtres de Saint-Sulpice et évêque de Tulle.
Le 21 novembre 1979, le pape Jean-Paul II le nomme évêque coadjuteur avec droit de succession de Robert de Provenchères, évêque de Créteil auquel il succède en 1981. « Si vous voulez que rien ne bouge, ne priez pas l’Esprit Saint » aimait dire Frétellière lorsqu'il était évêque du diocèse de Créteil. 
En 1990, il introduit à Rome, la cause en béatification de Madeleine Delbrêl.
Le 19 octobre 1996, il est évêque coconsécrateur lors de l'ordination épiscopale d'Olivier de Berranger, évêque de Saint-Denis.
François Frétellière meurt à l’hôpital de Créteil au cours de son épiscopat le 3 mai 1997 dans sa 72e année. Il est le second évêque inhumé dans le caveau des évêques au centre de la cathédrale de Créteil.
Daniel Labille, évêque de Soissons depuis 1984, lui succède à la tête du diocèse.

## Publications
- François Frétellière, Préparation au ministère presbytéral : rapports présentés à  l'assemblée plénière de l'épiscopat français, Lourdes 1972, Paris, Le Centurion, 1972, 100 p. ;
- François Frétellière et Jeannine Marroncle, Cette banlieue que j'aime : entretiens avec Jeannine Marroncle, Paris, Desclée De Brouwer, 15 février 1996, 186 p. (ISBN 978-2-220-03783-7, BNF 36695042).